# Congrès international antijuif de Dresde

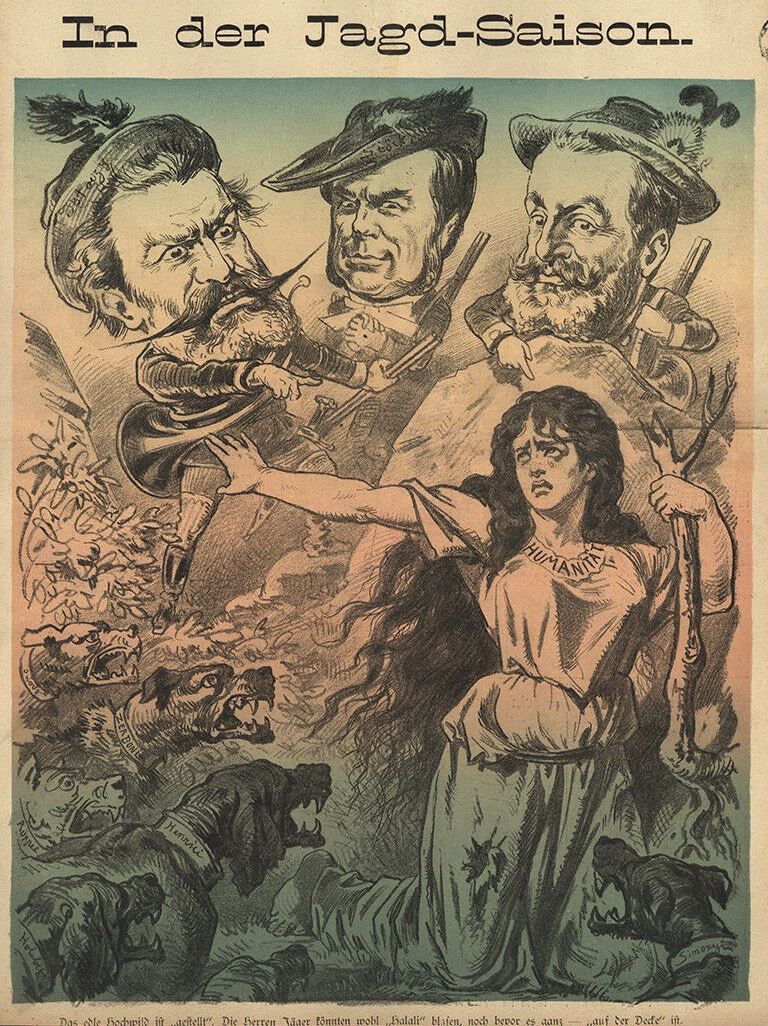
La meute des antisémites menaçant l'humanité., Adolf Stoecker et Georg Ritter von Schönerer sont caricaturés en chasseurs. Les colliers des chiens portent les noms de personnalités présentes au congrès de Dresde (Der Floh, 8 octobre 1882).

Le Congrès international antijuif de Dresde (Internationale antijüdische Kongresse zur Dresden) est un congrès antisémitique qui s'est tenu à Dresde les 11 et 12 septembre 1882.

## Histoire

### Contexte

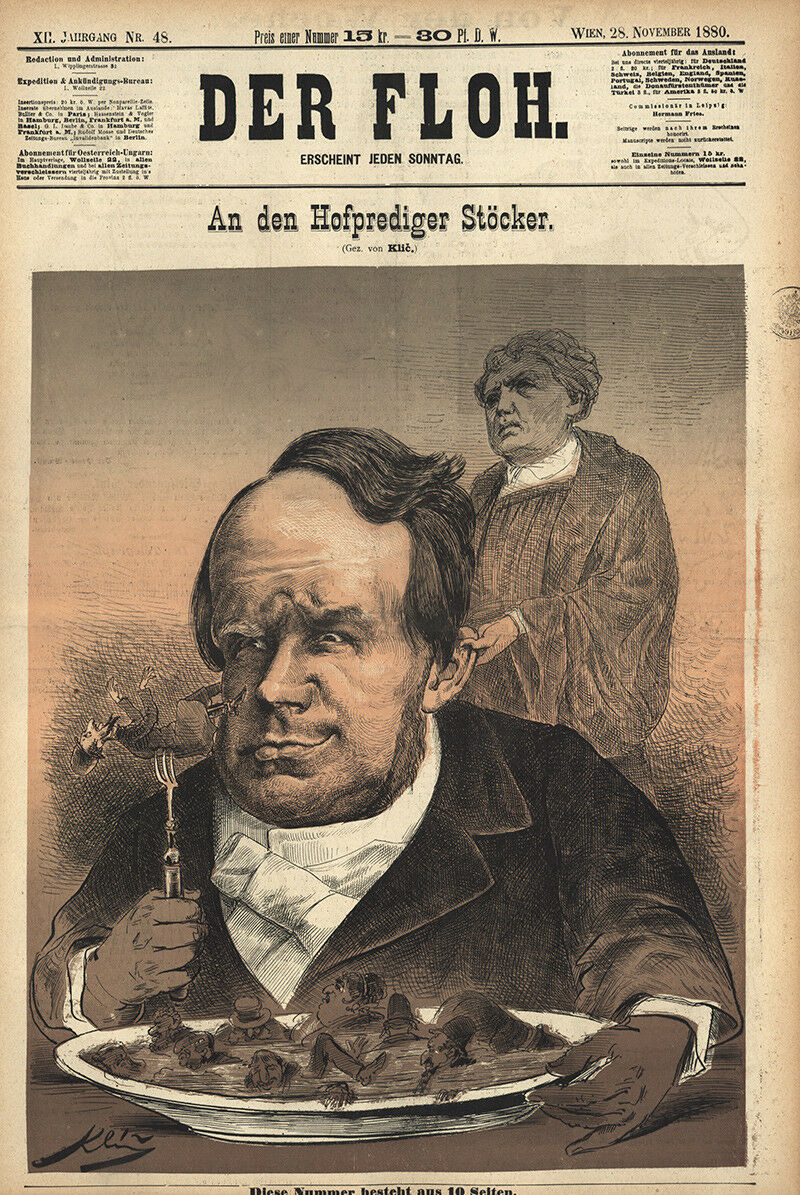
Caricature par Karel Klíč du pasteur Adolf Stoecker, dévorant des Juifs pendant que Luther lui tire l'oreille (Der Floh, 25 novembre 1880).

L'Empire allemand est touché par un mouvement judéophobe à partir du milieu des années 1870, dans le contexte de la dépression économique consécutive au krach de 1873. En 1879, le journaliste Wilhelm Marr y forge le terme « antisémitisme » et fonde une Antisemitenliga (« ligue antisémitique »).
Ce courant antisémite, porté par le « mouvement berlinois » (Berliner Bewegung), est cependant loin d'être univoque. Face à un antisémitisme racialiste et populiste extrêmement violent incarné notamment par l'agitateur Ernst Henrici, un antisémitisme chrétien plus modéré est proposé par le Parti chrétien-social que dirige le pasteur Adolf Stoecker, prédicateur de la cour royale de Prusse, député au Reichstag et à la Chambre des représentants de Prusse. Henrici et ses partisans prônent en effet l'expulsion des Juifs, alors que Stocker réclame plutôt la réduction de leur supposée influence, conformément aux revendications de la grande pétition antisémite adressée au chancelier Bismarck le 13 avril 1881.
Initié par l'Allemagne wilhelmienne, ce mouvement antisémite moderne se développe également dans les deux empires voisins, la Russie, où éclatent des pogroms, et l'Autriche-Hongrie, où l'agitation antijuive, qui se manifeste avec violence lors de l'affaire de Tiszaeszlár, a pour principaux animateurs les députés hongrois Győző Istóczy (en) et Géza Ónody (d). Ces troubles entraînent une émigration massive des Juifs vers l'Ouest, et notamment vers l'Allemagne, où la xénophobie à l'encontre de ces migrants alimente l'antisémitisme extrémiste, qui reste cependant minoritaire.

### Organisation, déroulement et résolutions
C'est dans ce contexte que le congrès de Dresde est annoncé en juin 1882. Il est organisé par les membres du Deutscher Reformverein (d) local, une organisation antisémite fondée en 1879 et présidée par Alexander Pinkert, dit Eugen Waldegg, qui en dirige l'organe, le journal Deutsche Reform. Selon le Kreuz-Zeitung, Stoecker compte profiter du congrès faire prévaloir son approche de la question juive sur celle d'Henrici. Réunis préalablement le 22 août, les antisémites berlinois n'ont en effet pas réussi à surmonter leurs divisions avant leur départ pour Dresde.

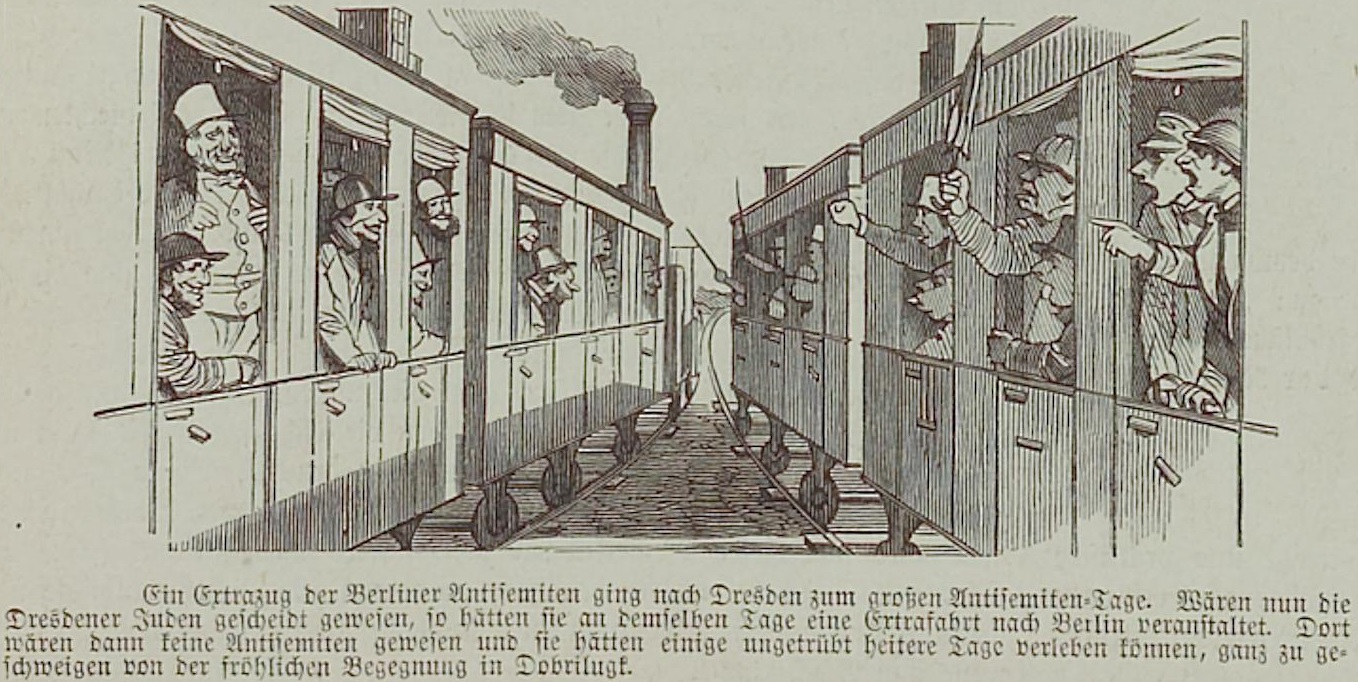
Le train des antisémites berlinois allant à Dresde croise celui des Juifs dresdois allant à Berlin. Dessin humoristique du Kladderadatsch, 24 septembre 1882.

Les journaux libéraux demandent l'interdiction ou, du moins, une surveillance policière étroite de cette manifestation raciste, mais ces exigences se heurtent au droit de réunion, plus large en Saxe qu'en Prusse.
Environ 200 personnes, sur 400 inscrites, assistent à l'ouverture du congrès, le 11 septembre. Si la majorité d'entre elles est allemande, on y voit également des Austro-hongrois et peut-être, mais dans une bien moindre mesure et sans délégation officielle, quelques Russes (ou plutôt de jeunes Russes étudiant en Saxe), ce qui suffit à conforter les prétentions internationales des organisateurs. Les réunions ont lieu à la salle Meinholdt puis au Lincke’sches Bad (en). Afin de présider les débats, les congressistes élisent un Allemand, le Rittmeister Von Bredow, et un Hongrois, le baron Iván von Simonyi (d).
Plusieurs discours font référence à l'affaire de Tiszaeszlár et reprennent à leur compte les rumeurs mensongères de crime rituel à l'encontre des Juifs hongrois.

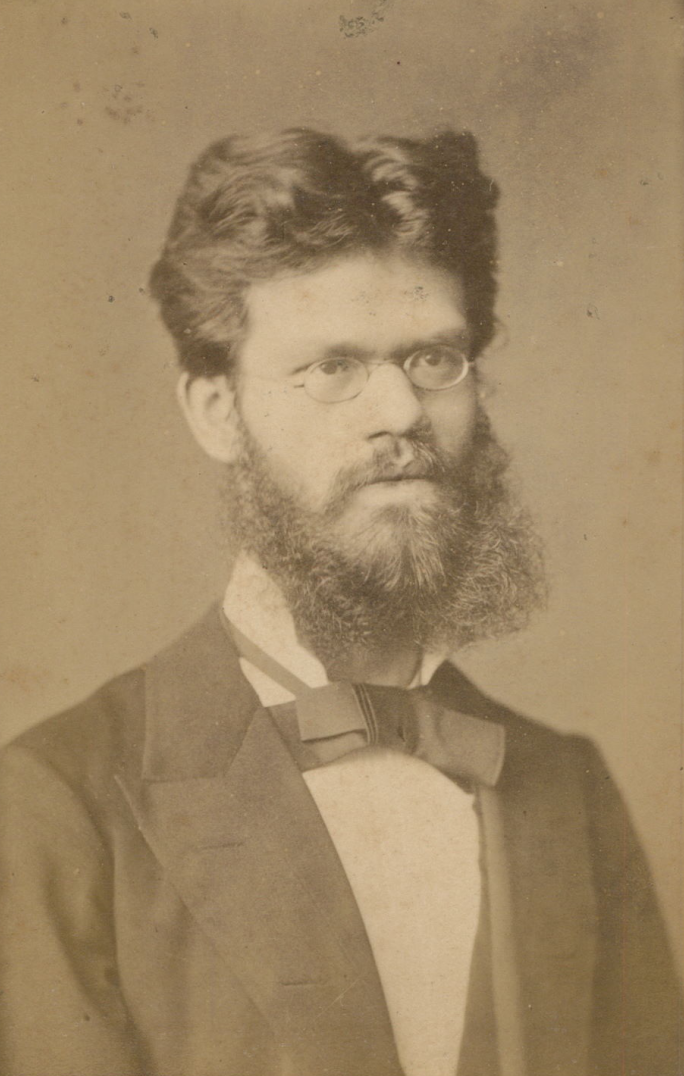
Ernst Henrici

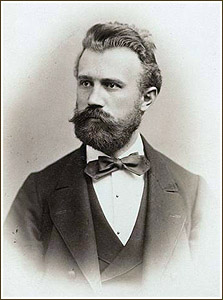
Győző Istóczy, député hongrois.

Laissant de côté la question religieuse, Förster, Henrici et Istóczy s'accordent à dénier aux Juifs toute capacité d'assimilation et à leur attribuer « un rôle de parasite et de dissolvant au moyen de l'usure, de l'agiotage et de la presse ». Les divergences apparaissent quant à la « solution » à apporter, les trois derniers orateurs réclamant l'expulsion progressive des juifs, tandis que Stoecker, moins radical, propose plutôt une réduction de leurs droits civiques. Un pasteur nommé Deleroi prend la parole pour proposer que l'on fasse appel aux Britanniques pour accomplir les prophéties bibliques en déportant tous les Juifs en Égypte et en Palestine.
Le 12 septembre, à l'issue du congrès, plusieurs textes sont adoptés. Le premier est un manifeste rédigé par Istóczy, qui appelle les gouvernements européens à prendre des mesures contre les juifs et qui recommande la fondation d'une « Alliance chrétienne universelle » en opposition à l'Alliance israélite universelle. Cette dernière proposition fait écho à une idée déjà formulée par Henrici le 18 juillet précédent lors d'un meeting berlinois. Les congressistes adoptent également les huit thèses présentées par Stoecker et quatre autres thèses signées par Friedrich Karl von Fechenbach-Laudenbach et Karl von Thüngen-Rossbach.
Ces quatre dernières thèses, proches de la ligne « modérée » incarnée par Stoecker, demandent :
- le refus de l'immigration des Juifs, et en particulier de ceux de l'Est ;
- une réforme de la législation économique, jugée trop libérale et capitaliste, afin de favoriser les classes productives et de juguler la spéculation ;
- l'application du statut d'étranger aux Juifs, qui bénéficieraient ainsi de l'hospitalité du pays mais sans pouvoir y jouir de droits civiques ou y briguer des postes ;
- l'exemption de service militaire pour les Juifs, qui devraient alors s'acquitter d'une capitation ou d'une taxe[14].

### Suites
De retour en Autriche-Hongrie, Istóczy et Ónody excitent les manifestants antijuifs, qui assaillent le quartier juif de Presbourg (Bratislava) et commettent un véritable pogrom les 27 et 28 septembre 1882.
Un second congrès antisémitique a lieu l'année suivante à Chemnitz, mais son écho est moindre.
Les résolutions du congrès de Dresde sont adoptées en 1886 par le congrès antisémitique de Bucarest.

## Organisateurs et participants notables
- Von Bismarck, colonel[10]
- Von Bredow, Rittmeister[10]
- Deleroi, pasteur[10]
- Friedrich Karl von Fechenbach-Laudenbach, président de l'Association pour la défense de l'artisanat (Verein zum Schutz des Handwerks) et président d'honneur du Handwerkerbund de Westphalie[17]
- Paul Förster (et/ou son frère, Bernhard Förster), professeur[10]
- Ernst Henrici, président de la Sozialen Reichsverein de Berlin[17]
- Gustav Koffmane, membre du Deutscher Reformverein de Breslau[17]
- Győző Istóczy (en), député hongrois, Budapest[17]
- Max Liebermann von Sonnenberg[18]
- Géza Ónody, député hongrois, Tiszaeszlár[17]
- Wilhelm Pickenbach, négociant, membre du Deutscher Reformverein de Berlin[17]
- Alexander Pinkert-Waldegg, président du Deutscher Reformverein de Dresde[17]
- Julius Ruppel, directeur du Berliner Ostend-Zeitung[18]
- Ernst Schmeitzner, éditeur, membre du Deutscher Reformverein de Chemnitz[17]
- Iván von Simonyi, député hongrois[10]
- Rudolf Skalla (ou Szkalla), industriel, président du Österreichischer Reformverein à Iglau (Moravie)[17]
- Adolf Stoecker, député au Reichstag et à la Chambre des représentants de Prusse, président du Parti chrétien-social à Berlin[17]
- Karl von Thüngen, propriétaire du manoir de Rossbach (aujourd'hui commune de Zeitlofs)[17]
- Edmund Winterfeldt, éditeur, membre du Deutscher Reformverein de Breslau[17]
- Karl von Zerboni di Sposetti, éditeur, membre du Österreichischer Reformverein de Vienne[17]
- Ferdinand Ziegler, industriel, président du Deutscher Reformverein de Breslau[17]